# Europees kampioenschap voetbal 2020 (Groep E) Spanje - Polen
Dit artikel gaat over de wedstrijd in de groepsfase in groep E tussen Spanje en Polen die gespeeld werd op zaterdag 19 juni 2021 in het Estadio de La Cartuja te Sevilla tijdens het Europees kampioenschap voetbal 2020. Het duel was de 24ste wedstrijd van het toernooi.

## Voorafgaand aan de wedstrijd
- Spanje stond bij aanvang van het toernooi op de zesde plaats van de FIFA-wereldranglijst.[1] Vier Europese landen en EK-deelnemers stonden boven Spanje op die lijst. Polen was op de 21ste plaats terug te vinden.[2] Polen kende dertien Europese landen en EK-deelnemers met een hogere positie op die lijst.
- Spanje en Polen troffen elkaar voorafgaand aan deze wedstrijd al tien keer eerder. Spanje won achtmaal, Polen zegevierde één keer en één keer eindigde het duel onbeslist. Nooit eerder kwamen deze landen elkaar tegen op een eindtoernooi.
- Voor Spanje was dit haar elfde deelname aan een EK-eindronde en de zevende op rij. Op het EK 1964, het EK 2008 en het EK 2012 werd Spanje Europees kampioen. Polen nam voor een vierde maal deel aan een EK-eindronde en wel op rij. Het bereiken van de kwartfinales op het EK 2016 was de beste prestatie van Polen.
- In de eerste speelronde van de EK-groepsfase speelde Spanje met 1–1 gelijk tegen Zweden. Polen verloor met 1–2 van Slowakije.

## Wedstrijdgegevens[3]
| Datum                  | 19 juni 2021                                                                                     | 19 juni 2021                                                                                     |
| Aftrap                 | 21:00 uur                                                                                        | 21:00 uur                                                                                        |
| Wedstrijdnummer        | 24                                                                                               | 24                                                                                               |
| Stadion                | Estadio de La Cartuja, Sevilla                                                                   | Estadio de La Cartuja, Sevilla                                                                   |
| Toeschouwers           | 11.732                                                                                           | 11.732                                                                                           |
| Scheidsrechter         | Daniele Orsato                                                                                   | Daniele Orsato                                                                                   |
| Assistenten            | Alessandro Giallatini Fabiano Preti                                                              | Alessandro Giallatini Fabiano Preti                                                              |
| Vierde official        | Stéphanie Frappart                                                                               | Stéphanie Frappart                                                                               |
| Videoscheidsrechters   | Massimiliano Irrati Marco Di Bello (assistent) Filippo Meli (assistent) Paolo Valeri (assistent) | Massimiliano Irrati Marco Di Bello (assistent) Filippo Meli (assistent) Paolo Valeri (assistent) |
| Man van de wedstrijd   | Jordi Alba                                                                                       | Jordi Alba                                                                                       |
|                        | Spanje                                                                                           | Polen                                                                                            |
| Doelpunten             | 1                                                                                                | 1                                                                                                |
| Gele kaarten           | 2                                                                                                | 4                                                                                                |
| Rode kaarten           | 0                                                                                                | 0                                                                                                |
| Wissels                | 4                                                                                                | 4                                                                                                |
| Schoten op doel        | 5                                                                                                | 2                                                                                                |
| Schoten naast doel     | 6                                                                                                | 3                                                                                                |
| Overtredingen          | 16                                                                                               | 18                                                                                               |
| Hoekschoppen           | 7                                                                                                | 1                                                                                                |
| Buitenspel             | 1                                                                                                | 2                                                                                                |
| Passnauwkeurigheid (%) | 87                                                                                               | 64                                                                                               |
| Balbezit (%)           | 69                                                                                               | 31                                                                                               |

| Spanje | 1 – 1          | Polen |
| (Gerard Moreno) Álvaro Morata 25' Gerard Moreno 58' (pen.)                                                                              | goals (assist) | 54' Robert Lewandowski (Kamil Jóźwiak) |
| Luis Enrique | bondscoach     | Paulo Sousa |
| Unai Simón Marcos Llorente Aymeric Laporte Pau Torres Jordi Alba Koke 68' Rodri Pedri Gerard Moreno 68' Álvaro Morata 87' Dani Olmo 61' | opstellingen   | Wojciech Szczęsny Bartosz Bereszyński Kamil Glik 85' Jan Bednarek Kamil Jóźwiak 85' Jakub Moder 55' Mateusz Klich Tymoteusz Puchacz 68' Karol Świderski Robert Lewandowski Piotr Zieliński |
| Ferran Torres 61' Fabián Ruiz 68' Pablo Sarabia 68' Mikel Oyarzabal 87'                                                                 | wissels        | 55' Kacper Kozłowski 68' Przemysław Frankowski 85' Paweł Dawidowicz 85' Karol Linetty |
| Pau Francisco Torres 81' Rodri 90+5' | gele kaarten   | 36' Mateusz Klich 57' Jakub Moder 59' Kamil Jóźwiak 90+3' Robert Lewandowski |
| | rode kaarten   | |